# Боргата Фаторе (Кјети)
Боргата Фаторе (итал. Borgata Fattore) је насеље у Италији у округу Кјети, региону Абруцо.
Према процени из 2011. у насељу је живело 20 становника. Насеље се налази на надморској висини од 145 м.